# マビノギのスキル
マビノギのスキルでは、オンラインゲーム『マビノギ』に登場するスキルについて詳述する。マビノギはプレイヤーの取る全てのアクションが「スキル」という形で表現されるスキル制のシステムだが、スキルの成長は定められた回数の訓練を行い、一定量の「アビリティポイント（AP）」を消費しなければならない。

## アクション
スキルの一種ではあるが、ランクの設定が存在せず、APを消費せずに習得できる。
死んだフリ
後方に大きく跳んで倒れ込み、死亡状態に偽装する。殆ど行動不能な状態となるが、この状態では敵キャラクターからのターゲットが解除され、攻撃される事が無くなる。ただし範囲攻撃などに巻き込まれた場合、ダメージを受け死んだフリは解除される。また死んだフリ中は常にスタミナを消費し続ける。
公演
楽器演奏スキルの使用時、投げ銭箱を設置する。投げ銭は他プレイヤーが任意で入れる事ができる。
スケッチ
画用紙に動物や遺跡などをスケッチし、その対象物の絵を入手する。手に入れた絵は多くの場合クエストの進行に使われる。
探検・ランドメーカー
各種Lロッド装備時のみ使用可能。探査波を出し、周辺に隠れている物体を発見する。Lロッド装備中は隠れた対象の近くにいると探知音・発光でその存在を知らせてくれるため、これを頼りに探検する事になる。ランドメーカーは特殊なLロッドを装備した時のみ使用可能で、地形を隆起、陥没させる事で発掘などを行う。
ハイド
マナを消費し、自分の姿を不可視状態にする。エルフのみ使用可能。敵に見つからずに行動できるほか、パーティメンバーを除く他プレイヤーからも視認できなくなる。
石投げ
その場で石を拾って投げる。敵の注意を引いたり、スイッチを押したりする事ができる。
サイコロ投げ
サイコロを装備している時のみ使用可能。六面体のサイコロを投げる。
合奏
パーティーを組んだプレイヤーと、全く同じタイミングで楽器演奏スキルを使用する事ができる。使用する楽譜はそれぞれ自由に決める事ができる。
紙ヒコーキ飛ばし
紙を使って紙ヒコーキを作成し、飛ばす。ヒコーキは着地後しばらく地面に残り、投げたキャラクターの名前、飛距離、滞空時間などを表示する。
水やり・肥料まき・害虫駆除
畑の世話をする。行ったアクションに応じた畑のパラメータが上昇し、作物の成長を促進する。

### エモーション
感情表現・パフォーマンス・挨拶などのモーションを起こすアクション。実用性は皆無で、コミュニケーション手段として用いられる。

### ペルソナ
舞台俳優のように演劇の登場人物を演ずるアクション。使用したペルソナに応じて一定時間ステータスが変化する。再使用には30分程度の間隔が必要となる。初期状態では使えず、特定のクエストをクリアする事によって取得、使用可能となる。これらのアクションはシェイクスピアの劇曲であるハムレットおよびロミオとジュリエットが出典となっており、ストーリー（クエスト）そのものも原典を忠実に再現している。
マビノギでは他にヴェニスの商人とマクベスを原典としたストーリーが展開されるが、この二つは前述の二作とは異なり、マビノギの世界観に併せて大幅にアレンジ、再構成された内容となっている。そのため、ヴェニスの商人はベルファストの商人と改題されており、獲得可能なペルソナは一つのみ。またマクベスは改題こそされていないものの、クエストクリアによって得られるペルソナは一つも存在しない。
ハムレットの苦悩
デンマークの王子、ハムレットに扮するアクション。防御力と腕力が上昇し、器用さと知性が低下する。
クローディアスの陰謀
ハムレットの叔父、クローディアスに扮するアクション。知性が大幅に上昇し、腕力と器用さが低下する。
オフィーリアの涙
ハムレットの恋人、オフィーリアに扮するアクション。意志力と器用さが上昇し、腕力と知性が低下する。
ロミオの告白
モンタギュー家の息子、ロミオに扮するアクション。器用さが上昇する。
ティボルトの剣術
キャピレット夫人の甥、ティボルトに扮するアクション。腕力が上昇する。
ジュリエットの感情
キャピレット家の娘、ジュリエットに扮するアクション。知性が大幅に上昇する。
シャイロックの足取り
ベルファストの高利貸し、シャイロックに扮するアクション。移動速度が上昇する。

## 生活
戦闘や魔法などに分類されないものや、アイテムを作り出すスキルを総じて生活スキルと呼ぶ。生活スキルには身体を休めて自然回復力を向上させる「休憩」、薪を組み立てて火を焚く「キャンプファイア」、食材を加工する「料理」等、生活に関わる様々なスキルが用意されている。
休憩
その場に座り、ライフ・スタミナの自然回復速度が上昇、負傷も自然回復するようになる。ただし休憩に適さない場所では負傷は回復しない。休憩中はほぼ全てのスキルが使用できなくなる。
キャンプファイア
フィールドに生えている木から切り出した薪を使用して火を起こすスキル。キャンプファイアのそばで休憩スキルを使用する事により、自然回復速度をより向上させる事ができる。またキャンプファイアのそばで弓矢を使用すると通常の1.5倍の威力を持つ火矢を放てる。その他、料理などの火を使うスキルにも使われる。キャンプファイアは設置してから最大5分で火が消えてしまい、雨天時は持続時間が更に短くなる。キャンプキットを使用して設営するテントの収容人数もこのスキルのランクに左右される。また、キャンプファイアの性能は薪によって多少の上昇が見込める(通常→中級→高級→最高級)。
応急治療
包帯を使用して戦闘で負った負傷を回復できるスキル。負傷が自然回復しないダンジョン内などではこのスキルが必要となる。立っている状態の対象に使用すると回復量は半分になり、動いている対象には治療不可能。ハンドクラフトスキルで上位の包帯を作ることで回復量のブーストが図れる。
メイキングマスタリ
採集・生産活動を通じて、生産スキルの成功率およびスタミナを上昇させるスキル。スキルを用いない採集などにも効果は適用される。
料理・材料捜索・フェスティバルフード・フードマスタリ
最大3種の食材を一定量混ぜ合わせ、適した調理方法で加工することによって「料理」を作り出すことができるスキル。作られた料理を食べることにより、一定時間キャラクターの能力値にある程度のボーナスを受けることができる。ランクごとに調理法が増え、作れる料理の種類が増えていくほか、ボーナスの効果時間も長くなっていく。
材料捜索は料理専用の素材を発見するスキルで、フェスティバルフードは完成した料理を複数、最大10個まで合成して「振る舞う」スキル。フードマスタリを上げることでこれら料理の効果が上昇する。
紡織・裁縫
蜘蛛の糸や羊毛などを原料に糸や生地を作る紡織スキルと、それを用いて型紙を基に服飾品を作成する裁縫スキル。スキルによって制作された服飾品にはその出来映えに応じて耐久値や防護性能にいくらかのボーナスが付与される。
鉱石採取・製錬・鍛冶
海岸や川岸などで鉱石のかけらを採取するスキルと、鉱石からインゴットを精錬するスキル、インゴットを用いて様々な金属製品を作る鍛冶スキル。鉱石はスキルを使用しなくても特定のダンジョンからツルハシで採掘することもできる。鍛冶で作るものは武器や鎧類が多数を占めるが、他のアイテムの材料となる物も作成可能である。またインゴットや金属板は錬金術の一部スキルでも必要になる。
薬草学・ポーション調合
フィールドやダンジョンに自生している薬草を判別し採集するスキルと、さまざまな効果をもたらすポーションなどの薬品を作り出すことのできるスキル。薬草学には各種薬草の採集成功率が上がる効果の他、フィールド上に自生している薬草を見分けられる効果がある（ただし、現在でフィールド上で確認できる薬草は最も基本的な薬草であるベースハーブのみである）。
ハンディクラフト
様々なアイテムを加工したり組み合わせたりして、別のアイテムを作り出す工作スキル。家具や道具類をはじめ、より上質な包帯や矢などを作る事ができる。
木工
木材全般を扱うスキル。薪を加工することで高品質の薪を作る事ができ、ランクが上がると弓類を作る事もできるようになる。
釣り
川や湖などで魚を釣るスキル。釣った魚は料理に使うことが出来る。魚以外にも装備品やクエストスクロールなど、様々なものが釣れる。
野生動物調教
野生動物を手懐けるスキル。調教に成功するとその動物が味方として共闘してくれるようになり、また動物の種類によりステータスに一時的なボーナスが付与される。野生動物と銘打ってはいるがダンジョンのモンスターも調教可能である(またそれに応じたタイトルも存在する)。
変身マスタリ
敵モンスターに変身するためのスキルで、特殊なアイテムを使うことでマビノギに登場する様々なNPCにも変身する事ができる。変身対象を増やすには、スキルのランクアップの他にも対象となるモンスターを一定数討伐しなければならない。変身するためにはドリームキャッチャーの装備が必要。

## 戦闘
他のMMORPGと比較すると、アクション性の強い戦闘が可能であり、「アタック」「スマッシュ」等の接近戦闘用スキル、「レンジアタック」「マグナムショット」等の射撃戦闘スキル、後述する「アイスボルト」「ファイアボルト」等の魔法戦闘スキルを状況に応じて使い分け、できるだけ被害を出さないための戦術を練る必要がある。
戦闘スキルには明確な強弱関係が設定されており、相手の使用したスキルの弱点となるスキルを選択することによって効率的に戦闘を勝利へ導くことが可能である。例として「アタックはディフェンスに弱い」「ディフェンスはスマッシュに弱い」等といった設定があり、単一のスキルに頼った戦闘は難しくなっている。よって、戦闘中は常にモンスターの反応に気を配り、所持しているスキルの中からどのスキルをどのタイミングで使用すべきかを素早く判断する能力が求められる。

### 近接戦闘
刀剣類や鈍器などを装備した状態で使用するスキル。大抵のスキルは遠距離武器を装備した状態でも発動は可能だが威力は劣る。矢やボルトなどの消耗品を使わないため戦闘継続可能時間は長く、また必ず命中する。逆に常に敵に近い位置に居るため反撃を受ける確率は高い。
アタック
近接戦闘の基本となるスキル。いわゆる通常攻撃で、スマッシュには必ず打ち勝って攻撃する事ができる。ただしディフェンスした相手に使用すると弾かれ、大きな隙ができてしまう。ランクを上げることで近接攻撃全体の攻撃力と最大生命力が上がる。
ディフェンス
相手の攻撃を防御しダメージを軽減しつつ、攻撃した相手の体勢を崩すスキル。盾装備時のディフェンス中は遠距離攻撃や魔法攻撃によるダメージも軽減できる。しかし、遠距離攻撃やボルト魔法の防御時はディフェンス固有の硬直があり、ファイアボルトや上位魔法などの強制ノックダウンや特殊効果は防げない。ランクがあがると防御力が上がり、近くにいるプレイヤーの防御も高める事ができる。
スマッシュ
力を込めた一撃で大ダメージを与えるスキル。対象のディフェンスを無効化して攻撃できるが、出が早い通常攻撃には潰されてしまう。また、敵のカウンターを崩すことはできない。ランクが上がると対象の周りの敵にもダメージを与えることができる。
カウンターアタック
敵のウィンドミルを除く近接攻撃全てを回避し、逆に相手を吹き飛ばしダメージを与えるスキル。自分の攻撃力に相手の攻撃力を上乗せしてダメージを与える。ウィンドミル以外の近接攻撃に対して確実に打ち勝てるため、近接戦闘においては大変便利である。ランクを上げると自分の攻撃力と相手の攻撃力の加算率が向上する。
ウィンドミル
人間、エルフでは近接戦闘スキル唯一の範囲攻撃技。独楽のように高速で回転し、自分を中心とした円状の範囲の敵を吹き飛ばす。カウンターを準備して待ち構えている相手も蹴り飛ばす事ができるのが利点だが、ディフェンスを崩す事はできない。また他の攻撃スキルと比べると威力が低い。ランクが上がると攻撃範囲と威力が向上する。
ファイナルヒット
人間専用のスキル。発動すると短距離ではあるが敵の位置までワープできるようになる。また攻撃時は片手剣や両手剣では一撃ごとに相手を吹き飛ばすようになり、二刀流では相手がノックバックせず絶え間なく攻撃し続けることができる。敵の攻撃によるのけぞりも無効化するが、ダメージは通常通り受け、またカウンターやマグナムショットなどの強制ダウンを伴うスキルをうけると効果が解除される。持続時間は短く、再使用まで長時間(約300秒=5分)の間隔が必要となるため、乱用はできない。ランクが上がると持続時間とワープ距離が伸びる。
突進
相手の遠距離攻撃を防ぎつつ突進をするスキル。人間、エルフが使う場合は盾を装備している必要がある。スキルを使うと敵に向かって猛ダッシュをし、そのまま体当たりを食らわせる。この間、弓などによる遠距離攻撃のダメージが軽減され、のけぞることもない。ただし、魔法による遠距離攻撃は防ぐことができない。また、相手がある程度はなれた位置にいないと発動されず、発動後も相手が移動して近づいてきた場合は失敗することがある。再使用には10秒ほどの間隔が必要である。
ダウンアタック
ダウンした敵に対し、跳躍して大振りの攻撃を叩き付けるスキル。その特性上、ある程度離れた敵に対しても使用可能。再使用には10秒ほどの間隔が必要である。
回避
前回り受身のような動作を取り、相手のボルト魔法、および弓矢等の遠距離攻撃を回避するスキル。スキルの出始めが最も回避率が高く、モーションが終わりに近付くにつれて回避率は下がっていく。そのため、相手が攻撃するタイミングに合わせると回避が成功しやすい。ランクが上がると連続で使用する事が可能となる。再使用には少なくとも5秒程度の間隔が必要で、連続使用した場合は更に多くの時間が必要である。
ゴールドストライク
金貨を投げつけて敵を攻撃するスキル。チャージする度に消費するゴールドと一度に与えるダメージが増加し、ランクアップにより最大10回までチャージ可能数が増える。スキルアイコンは近接戦闘スキルだが、遠距離攻撃が可能でダメージも魔法扱いとなっている。
シールドマスタリ
盾の効率を最大限に引き上げるスキル。一定確率で自動防御が発動するようになり、ランクアップにより盾装備時の防御効果が上昇する。盾の大きさに比例してシールドマスタリの効率が上がる。
ヘビーアーマーマスタリ
重鎧の効率を最大限に引き上げるスキル。ランクアップにより重鎧着用時の防御効果と硬直抵抗率が上昇し、重鎧着用時のDex減少率が緩和されていく。
ライトアーマーマスタリ
軽鎧の効率を最大限に引き上げるスキル。ランクアップにより軽鎧着用時の防御効果が上昇する。
ストンプ
ジャイアント専用のスキル。地面を叩きつけた衝撃による範囲攻撃技。敵の使うもののように相手を転ばせるほどの威力はないが、ディフェンスを無視し相手をのけぞらせることができる。同じく範囲攻撃であるウィンドミルと比べ、ダメージ量はステータスの影響を受けず、ランクごとに固定となっていて威力は低いが、戦闘以外にも用途は多い。ランクが上がると攻撃範囲と威力が向上する。
タウント
ジャイアント専用のスキル。周囲にいる敵の注意を自分に引き付け、攻撃を集中させる。
ウィンドブレイカー
ジャイアント専用のスキル。 周囲に強風を発生させて、相手の攻撃を効果的に防御する。ディフェンスとは異なり、効果時間中は防御状態が維持され、ダウンすることもない。ただしアタックとタウント、ウィンドミル以外のスキルは使用できなくなり、移動も不可能になる。
ランスカウンター
ランス専用のスキル。ランス装備中はディフェンス及びカウンターアタックが使用できないため、敵の攻撃に対処するにはこのスキルで代用する事になる。カウンターアタックと比較すると準備時間が非常に短く、攻撃力も高い。しかし一定時間でランスカウンターは自動解除されてしまう上、反撃後及び自動解除後は5秒ほどの間隔を開けなれば再使用する事が出来ない。その他の点については通常のカウンターアタックと同一の仕様となっている。
ランスチャージ
ランス専用のスキル。ランスを構えて突撃し、目標とその直線上に存在する敵に対してダメージを与える。目標への距離が離れているほどより大きなダメージを与える事が可能だが、目標との距離が近すぎるとスキルを使用する事はできない。再使用には10秒ほどの間隔で、この待機時間は突進スキルと共有されている。

### 遠距離戦闘
遠距離武器の弓やクロスボウ等と、弾となる矢やボルト等を装備する事で使用できるスキル。矢弾が尽きると当然攻撃できなくなるため戦闘継続可能時間は近接に劣るが、最初に相手を一方的に攻撃できるため、高ランクまで上げれば敵を全く近寄らせずに倒すこともできる。遠距離スキルには命中率の概念があり、攻撃の際は照準時間に応じて命中率が上昇していく。射程距離は武器によって固定であり、射程距離外の敵は狙えるが命中率0%と表示される。なお、エルフは騎乗している状態でもこれらのスキルが使用可能である。
レンジアタック
遠距離攻撃の基本となるスキル。弓またはクロスボウの装備中に使用できる。スキル準備状態中は歩行による移動は可能だが照準が0%になる。ランクが上がるとスキルの準備速度と命中率の上昇速度と威力が上がる。また、エルフの場合は一度の発射で2本の矢を放つほか、スキル準備状態中に走ることができ、照準も50%までのダウンとなる。
マグナムショット
威力の高い矢を放つ遠距離攻撃スキル。遠距離攻撃版のスマッシュと言えるスキルだが、盾によるディフェンスを崩すことはできない。レンジアタックに比べ命中率の上昇速度が遅く、またスキル準備状態中は移動できない。エルフの場合はスキル準備状態でも歩行による移動は可能。ランクが上がるとスキルの準備速度と威力が上がる。
サポートショット
味方の近接戦闘を援護するためのスキル。レンジアタックに比べ威力は落ちるが、サポートショットを受けた敵に対して近接攻撃を行うと、通常よりも多くのダメージを与える事が出来る。またサポートショットでは敵がダウン・ノックバックする事がないため、追撃を入れるのが容易となっている。
クラッシュショット
爆発によって破片を撒き散らす矢を放つ範囲攻撃スキル。狙った敵に対して矢そのものによるダメージを与えた後、矢の爆発によって対象に追加ダメージを与え、周辺の敵に対しては撒き散らした破片によってダメージを与える。巻き込んだ敵の数が多いほど爆発ダメージは増加するが、反面周辺に敵がいない場合は爆発自体が発生しない。
アローリボルバー
人間専用スキル。一度のスキル準備で5発の矢を撃てるようになる。ただし照準は1発ごとに付けることになる。レンジアタック同様スキル準備状態でも歩く事ができる。一撃の威力は基本的にレンジアタックより低いが、後の方に発射する矢ほど威力が高くなるため、総攻撃力はレンジアタック5発分に若干劣る程度で済む。ランクが上がるとスキル準備速度と1発の威力が上がる。
ミラージュミサイル
エルフ専用スキル。マナを乗せた矢を発射することで、受けた相手を蜃気楼を見たかのようなショック状態にし、一定時間ごとに断続的にダメージを与えることができる。ショック状態は矢の着弾時や着弾後一定時間ごとに、周囲の敵にも感染させることができ、特定の攻撃方法しか受け付けない相手にもショック状態のダメージは受ける。また、直接矢を受けた敵以外はショック状態に感染してもPCに注意を向けることはない。ただし、ショック状態によるダメージでHPが1以下になることはない。
ファイナルショット
エルフ専用スキル。短時間、弓照準速度とスキル準備速度が上がり、一部の攻撃によるのけぞりを無効化する。また、一定範囲内であればキャラクターを瞬間移動させることができるが、瞬間移動をするとスキル持続時間が減少する。騎乗中は使用不可能。ファイナルヒット同様、再使用には長時間の間隔が必要となる。
投擲
ジャイアント専用スキル。弓を装備できないジャイアントの遠距離戦闘スキルで、専用の投擲機で矢に代わり投槍を放つ。レンジアタックと違い照準がなく命中率はランクごとに固定となっていて、ランクアップによって最大99%まで上げる事が出来る。一発あたりの威力は高いものの、再使用までには25秒程度の間隔を要するため、連射は不可能となっている。

### その他
クリティカルヒット
攻撃の際にクリティカルヒットの機会を作るスキルで、このスキルが無ければクリティカルは発生しない。武器攻撃以外にも魔法や錬金術で攻撃する際にもクリティカルは発生するため、戦闘方法を問わず効果を発揮する。ランクを上げるとクリティカル発生時に与えるダメージが増加する。
マスタリ（戦闘）
特定の武器を装備する際に様々な補正が得られるパッシブスキル。2011年2月24日（G14）現在実装されているのは、ソードマスタリ（刀剣）、アックスマスタリ（斧）、ブラントマスタリ（鈍器）、ランスマスタリ（ランス）、ボウマスタリ（弓）、クロスボウマスタリ（クロスボウ）の六種類。

## 魔法
エリンにおける魔法とは、呪文を唱えて超常現象を発生させる物ではなく、体内に宿したマナの力を利用し、イメージを力に変えるものとなっている。そのため使用の際には「詠唱」といった表現の他「キャスティング」や「チャージ」と言った表現も用いられる。基本的にマナの自然回復はスタミナ等に比べると遅いため、魔法を専門に使うスタイルのプレイヤーは回復薬の調達やマナ消費の節約に頭を悩ませることとなる。
アイスボルト
氷のエレメントを操る初級の攻撃魔法。威力は低いが、消費マナやキャスティング速度に優れる。最大5つの氷球を発生させ、身体の周囲に浮かせておくことができる。この氷球は自らの意志で消すか、対象に向けて発射するか、攻撃を受けてダウンしない限り消えることはない。
ファイアボルト
炎のエレメントを操る初級の攻撃魔法。使用するマナの量は多めだが、チャージを重ねる事で威力が飛躍的に上がっていき、命中した相手を必ずダウンさせる。使用すると燃えさかる火球が身体の周囲にひとつ現れ、最大5段階まで大きくすることができる。この火球は攻撃を受ける度に1段階ずつ小さくなって行き、最小段階で攻撃を受けると消滅する。それ以外の要因では対象に向けて発射するか、自らの意志で消さない限りは維持される。
ライトニングボルト
雷のエレメントを操る初級の攻撃魔法。使用するマナは多く、またダメージのばらつきが極端に大きい。最大5個まで光球を身体の周囲に出現させることができ、光球の数に応じて、チェーン現象により一定範囲内にいる敵を同時に攻撃できる。ただし敵の数に関わらず光球は一度の攻撃で全て消費され、また保持量が多いほど威力は低下してしまう。自身の周囲にライトニングボルトを保持している者がいればチェーン現象が強化され、攻撃範囲を拡大させる。この光球は攻撃を受けてのダウンや、標的への発射といった一般的な消費法のほか、15秒程度の時間が経つと放電により自然消滅する。
ボルト魔法の合体
各属性に対応するワンドを装備した二人がパーティを組み、それぞれが異なるボルト魔法をタイミングを合わせてキャスティングすると、二つの魔法の特性・威力が合わさった合体魔法となる。
ボルト魔法の合体スキルは合体魔法を単独で行使するためのスキルであり、こちらの方法で合体を行う場合もワンドを装備している必要がある。装備中のワンドの属性に対応したボルト魔法をキャスティングし、これが完了する前に素早く別のボルト魔法をキャスティングする事でそれぞれのボルト魔法が合体される。スキルランクを上げると合体魔法の威力が底上げされる。
アイススピア
氷のエレメントを操る上位の攻撃魔法。同等の魔法であるサンダーやファイアボールに比べて威力で劣り、キャスティング速度や消費マナに優れるといった特徴はアイスボルトと同様。使用すると氷柱を生成し、最大で5回までチャージを重ねる事で氷柱が巨大化していく。発射すると標的および弾道以上にいた敵を4秒程度凍結させた後、氷が砕け散ると同時にダメージを与えてダウンさせる。この時倒した敵からは更に氷の飛礫が飛び散り、周辺の敵を凍結させる。これが繰り返される事で連鎖的に攻撃範囲を拡大させていく。ただし、凍結中の標的に対しては攻撃を行うことができない。キャスティング後は移動ができず、使用にはアイスワンドを必要とする。
ファイアボール
炎のエレメントを操る上位の攻撃魔法。ゆっくりと放物線を描いて飛ぶ火球を発射し、着弾と同時に爆炎と爆風で広範囲の敵を薙ぎ払う。発射のためにはフルチャージ（キャスティング5回）しなければならず、キャスティング一回当たりの時間も極めて長い。キャスティング後は移動ができず、使用にはファイアワンドが必要。
サンダー
雷のエレメントを操る上位の攻撃魔法。標的とその周辺の敵にライトニングボルトを撃ち込んで麻痺させた後、最大5回の落雷を浴びせる。チャージは最大5回までで、1チャージ毎に攻撃対象および攻撃回数が増える。ライトニングボルトと同様にダメージのばらつきは大きいが、放電現象は起こらない。キャスティング後は移動ができず、使用にはライトニングワンドが必要。
ブレイズ
物理攻撃を取り入れた攻撃魔法。魔法力を凝縮したワンドで敵を殴打して吹き飛ばし、その後魔法力による爆発で更にダメージを与える。爆発時は周辺の敵も巻き込む事が可能。敵がダウン寸前の状態に近ければ近いほど、より大きなダメージが見込める。使用時はキーを押しっぱなしにする事でチャージを開始し、離すと発動させる。チャージ時間に応じてマナ消費量と威力が増加。使用にはワンドが必要で、打撃用ワンド以外のワンドを装備していると威力は半減する。
ヘイルストーム
氷のエレメントを操る環境操作魔法。約30秒間、その場に局地的な吹雪を発生させ、そこから氷の飛礫を生成・射出して攻撃する。チャージ数が多いほど威力が上昇し、一度の攻撃で氷の飛礫は消滅する。ただしスキル持続中は自動的に氷の飛礫がチャージされていくため、素早い連続攻撃が可能。キャスティング後は移動ができず、使用にはトリニティスタッフが必要。
ヒーリング
パララ（太陽）の力を用いる回復魔法。生命力を取り戻すことはできるが、傷を塞ぐことはできないため、負傷は回復しない。また、使用者が自分自身に向けてヒーリングを使うと、生命力の回復量と同じ程度のスタミナを消耗する。キャスティングによって一度に5個の光球を発生させ、光球1個につき1回の回復を行う。またこの光球を維持している間は防御力が高まる。
パーティヒーリング
ヒーリングの上位魔法で、パララの力をワンドによってさらに増幅させ、範囲内に存在しているパーティメンバー全員に一度にヒーリングをかけることができる。ヒーリングに比べて多大なマナを消費するものの、回復量も大きい。キャスティングによって発生する光球は常に1個のみで、チャージを重ねる事はできない。この光球を維持している間はパーティメンバーの防御力が高まる。使用にはヒーリングワンドが必要。
メディテーション
瞑想とも呼ばれるスキルで、使用することによりマナが自然回復する速度を向上させる。通常、メディテーション使用中は移動が徒歩に限定されてしまうが、魔法のワンドを装備しながら瞑想することによって走ることも可能となる。ただしスタミナの自然回復が停止し、空腹速度が3倍程度に増加してしまう。
マジックシールド
球状のマナの障壁を発生させることで、障壁内部の人を外部からの遠距離攻撃より守ることができる防御魔法。ただし、内部からの攻撃も同じく軽減されてしまうので注意が必要である。矢などの物理的な遠距離攻撃を防ぐナチュラルマジックシールドと、それぞれ三種類のエレメント魔法を防ぐアイス・ファイア・ライトニングの四種類が存在する。
マナシールド
マナによる防御膜を形成する。あらゆる攻撃を軽減し、またダメージを受けた際にライフではなくマナが減少するようになる。ヒーリングワンドを装備していると更にダメージを軽減する。
メテオストライク
空から巨大な隕石を召喚し、広範囲に渡って火の海を作り出す攻撃魔法。隕石そのものによる攻撃で魔法・物理属性の複合ダメージを与えた後、落下地点を溶岩地帯に変えて敵に持続的なファイアダメージを与える。キャスティング後は移動ができず、使用にはスタッフが必要。再使用には極めて長時間の間隔が必要となる。
ムービングキャスティング
精神集中によって上級魔法を除いた全ての魔法を移動しながらキャスティングできるようになるスキル。発動中は持続的かつ高速度でスタミナを消耗し、キャスティングに必要なマナの量も増加する。移動速度も減少するが、これはランクアップにより緩和される。
インスタントキャスティング
チャージ可能な魔法スキルを、チャージ及びキャスティングなしに即時使用できるようになるスキル。持続時間に1回のみ有効。チャージ可能なスキルはすぐに5チャージ状態になり、マナの消費なしに使用できる。魔法で敵を攻撃する度に再使用待機時間が少しずつ減少するため、攻撃魔法を連続して使用すると頻繁に使う事ができる。ランクアップによって持続時間が延長、再使用待機時間が減少する。
マスタリ（魔法）
魔法スキルなどを使う際に様々な補正が得られるパッシブスキル。2013年9月12日（G18:ZERO）現在実装されているのは、マジックマスタリ（魔法バランス及びマナの増強）、アイスマスタリ（氷のエレメント魔法を強化）、ファイアマスタリ（炎のエレメント魔法を強化）、ライトニングマスタリ（雷のエレメント魔法を強化）、ボルトマスタリ（三種のボルト魔法を強化）、マジックウェポンマスタリ（魔法武器装備時の効果を強化）の六種類。

### エンチャント
魔力を秘めた巻物（エンチャントスクロール）から、その力を装備品に付与する事をエンチャントと呼び、これを行うためのスキル。
エンチャントにはその効果が発揮されるために「レベルが○○以上（以下）」、「スキルのランクが○○以上（以下）」と言った条件が設定されており、条件に合わない場合、時としてデメリットを受ける。この辺りのさじ加減によってキャラクターのスキル構成に差が生まれる。
エンチャントを行うには、条件の一致している装備品と「魔法の粉」、「エンチャントスクロール」が必要になる。魔法の粉には「魔法の粉」「祝福された魔法の粉」「エリート魔法の粉」「古代の魔法の粉」の4種類が存在しており、右に挙げた物ほど効果で成功率への影響が高くなっている。エンチャントの成功率は、そのエンチャントを行うキャラクターのInt（知性）値とエンチャントスクロールの難易度によって決まる。エンチャントに失敗すると、スクロール自体の耐久値が減少し、最悪の場合装備品の最大耐久値が大幅に減少する。
エンチャントは接頭（prefix）と接尾（suffix）の二つのグループに分類され、同じグループ同士は後から付与した物で上書き、違うグループ同士は共存することができる。また、難易度が9ランク以降の「数字ランクエンチャント」は、原則一つ前のランクのエンチャントがあらかじめ装備品に付与されていることが条件となり、この条件を満たしていない場合は、装備品をエンチャント対象として選ぶことができない。
エンチャントが付与された装備品を、キャンプファイア等の炎で「エンチャント焼却」することにより、付与されたエンチャントをスクロールの形で取り出すことができる。この場合の成功率はエンチャント焼却を行うキャラクターのエンチャントスキルランクに依存し、薪の種類にも影響を受ける（通常の薪もしくはキャンプファイヤキット＜高級薪＜最高級薪　の順に成功率は上昇）。エンチャント焼却を行うには、マナハーブ（自身で行う場合）もしくはサンライトハーブ（他者に依頼する場合）と祝福ポーション、エンチャントの付与された装備品、焼却で使うキャンプファイアが必要である。

## 錬金術
火・水・土・風の4元素を組み合わせて、物質に影響を与えたり、自然界をコントロールするスキル。練成道具として「かまど」が使用される。かまどには湿式と乾式の2種類があり、湿式はいろいろな材料からさまざまな力を持った「結晶」を作り出すものであり、乾式はアイテムの調合や合成・分解などに使用される。
錬金術を行使するためには結晶とシリンダーの二つが必要となる。結晶は前述したように湿式かまどで作られるもので、四大元素をはじめとした様々なエネルギーを内包しており、これをシリンダーに装填し適切な形へと変換・射出する事で、その効果を発揮することができる。
合成・分解・金属変換
乾式かまどを使って錬成を行うためのスキル。このスキルによってしか手に入らないアイテムも存在する。
マナフォーミング
上位のエレメント魔法を結晶化するスキル。湿式かまどにて、結晶化したい魔法をキャスティングし、更に対応する属性の結晶を用いる事で魔法の結晶を生成する。なお、キャスティングはパーティメンバーに行ってもらう事も可能で、この場合より効率よく結晶化が行える。生成した結晶はシリンダーに装填して使用することで、その魔法と同様の効果をもたらす。結晶化された魔法は通常のそれより効果は落ちるが、マナを消費しないのが特徴。マナフォーミングのランクを上げる事で結晶使用時の威力減衰をある程度緩和できる。
ゴーレム錬成
ゴーレムを生成し、支配下に置くスキル。このゴーレムはモンスターのそれとほぼ同様の能力を持っている。ペットなどとは違い、戦わせるにはプレイヤー自身が直接操作する必要がある。その間自身のキャラクターは完全に無防備な状態に置かれる。なお、ゴーレムの基本能力はマスタリ系スキルのランクにも依存し、ランクが高いほど生成されるゴーレムは巨大化する。使用にはシリンダーと生成したいゴーレムに対応した結晶が必要。
防護壁
木で作られた防護壁を設置し、敵の進行を阻むスキル。防護壁には耐久力が存在し、敵や味方の攻撃によって壊れるようになっている。ランクを上げると耐久力や同時設置可能数が増えるほか、防護壁の形状が変化していき、敵にカウンターダメージを与えたり、防護壁越しに遠距離攻撃を行えるようになる。使用にはシリンダーと防護壁の結晶が必要。
ライフドレイン
標的から生命力を奪って自分のものとするスキル。吸収中の標的は走る事が不可能となり、吸収の最後には強制ダウンを伴った高威力の攻撃を行う。ただし、吸収中に接近されてしまうとそのまま攻撃を受けてしまい、スキルは途中でキャンセルされてしまう。また、ライフドレインでは負傷を回復する事はできない。使用にはシリンダーとライフドレインの結晶が必要。
ウォーターキャノン
シリンダーから水球を放つ攻撃スキル。最大5回までチャージする事が可能で、チャージ回数に応じて威力が上昇する。標的との距離によってダメージやダウン能力が変化するという特徴を持ち、十分に接近した状態で使えば相手は必ずダウンし、大ダメージが期待できる。使用にはシリンダーと水の結晶が必要。
ウィンドブラスト
シリンダーから強風を放つ攻撃スキル。これを受けた相手は大きく吹き飛ばされる。このスキルも相手が近距離にいるほど効果が高く、より遠くへ吹き飛ばす事ができる。ただし威力は非常に低く、またシリンダーに大きな負荷がかかるため、連続使用するとしばらくの間使用できなくなる。使用にはシリンダーと風の結晶が必要。
フレイマー
シリンダーから火炎放射を放つ攻撃スキル。最大5回までチャージする事が可能で、チャージ回数に応じて威力が上昇する。一度の使用で複数回の攻撃を行い、最後の一撃で敵をダウンさせる。また範囲内に敵が複数存在する場合はまとめて攻撃する事が可能。使用にはシリンダーと火の結晶が必要。
サンドバースト
シリンダーから大量の砂を放つ攻撃スキル。最大5回までチャージする事が可能で、一度使用する毎にチャージが一つ減る。これを受けた標的は一時的に目を潰され、攻撃対象を見失う。ただし威力は非常に低く、またシリンダーに大きな負荷がかかるため、連続使用するとしばらくの間使用できなくなる。スキルランクに対し、敵の戦闘力が一定値以下でなければ殆ど成功しない。使用にはシリンダーと土の結晶が必要。
フローズンブラスト
シリンダーから吹雪を放つ攻撃スキル。攻撃範囲内にいる敵を凍結させる効果がある。アイススピアとは異なり、凍結した敵に対して攻撃する事が可能。また凍結中の敵は防御・保護が低下する。ただし、このスキル自体には攻撃力はない。使用にはシリンダーと吹雪の結晶が必要。
レインキャスティング
その場に局地的な雨雲を生成し、雨を降らせるスキル。この雨は通常の雨と同じく生産行為を補助する効果があり、またウォーターキャノンを強化する効果も有する。再使用には5分程度の間隔を要する。使用にはシリンダーと雲の結晶が必要。
スパーク
対象に高圧電流を纏わせ、その周囲にいる敵を感電させる攻撃スキル。感電した敵はダメージを受け、硬直によって身動きが取れなくなる。使用にはシリンダーとスパークの結晶が必要。
ヒートバスター
シリンダー内部の圧力を高め、爆発による攻撃を行うスキル。圧力を上げるには他の錬金術スキルを連続で使用する必要があり、圧力が上がっていない状態では使用できない。こうした性質上反動も大きく、使用すると自身も後方へ飛ばされる。使用にはシリンダーと火の結晶が必要。
チェーンシリンダー
一度に複数回のチャージを行えるようにするスキルで、複数のチャージが可能な錬金術スキルに対して有効。使用するとチェーンシリンダーが有効な状態になり、この状態でチャージを行う毎に一定確率で発動する。発動率およびチャージ数はチェーンシリンダーのスキルランクに依存する。
マスタリ（錬金術）
錬金術スキルを使う際に様々な補正が得られるパッシブスキル。2010年10月21日（G13）現在実装されているのは、アルケミマスタリ（錬金術全般を強化）、ファイアアルケミマスタリ（火属性錬金術を強化）、ウォーターアルケミマスタリ（水属性錬金術を強化）、アースアルケミマスタリ（土属性錬金術を強化）、ウィンドアルケミマスタリ（風属性錬金術を強化）、錬成マスタリ（錬金術の生産成功率が上昇）の六種類。

## 格闘術
ナックル装備時のみ使用できるスキル群。範囲攻撃には向かないが単体攻撃においては各スキル単独でも、また連続技
（チェーン）により絶大な威力を発揮する。後述の各スキルの括弧内は、連続技の何段目で使用できるかを表す。括弧のないスキルは連続技の流れに組み込むことなく使用可能もしくは常時発動するスキルである。これらは各スキルの説明文に明示する。
ナックルマスタリ
ナックルを効率的に扱うためのスキル。ナックル装備時に常時発動し、最大ダメージおよびバランスを上昇させる。
チェーンマスタリ
連続技（チェーン）使用時には常時発動し、それぞれのスキルのダメージを上昇させる。
ダッシュパンチ（1段目）
距離の離れたターゲット（ゼロ距離でも発動可能）に瞬時に近づき素早く打撃する。
サマーソルト（2段目）
キック攻撃を3回行う。時々相手をグロッキー状態にし、敵の上で星が回るエフェクトが発生する（ピヨる）が、マビノギにおいては魔法や錬金術を使用できないようにする効果だけであり、その他の攻撃は使用してくる。
パウンディング（3段目）
足を使って無理矢理マウントポジションを取り、パンチを連打する。
バックステップ
主に敵との距離をとるためのスキル。移動距離はスキルランクにより上昇する。
チャージングフィスト（1段目）
力をためて一気に放出し、前進と打撃をするスキル。ためる時間が長いと移動距離とダメージも上昇する。
スクリューアッパー（2段目）
アッパーカットと説明にはあるが、モーションは昇龍拳。火炎のエフェクトが発動すると、敵の防具を破壊し防御と保護を減少させる（防具を装備していないであろう動物系にも有効）。
ドロップキック（3段目）
ドロップキックで敵を弾き飛ばす。飛んだ敵には当たり判定が発生し、巻き込まれた他の敵にもダメージを与える。ただし、大型生物や柵については弾き飛ばすことはできないため、巻き込みは発生しない。
リストア
気を操りヒットポイントとスタミナを回復する。ただし当スキル使用後しばらくの間、魔法や錬金術を使用することによりペナルティが発生する。連続技ではないため任意のタイミングで使用できるが、戦闘中に使うのは控えたほうがよい。

## 音楽
楽器装備時のみ使用できるスキル群
。
主にパーティーメンバーにステータス変化を与えるスキルである。
作曲・楽器演奏・音楽知識
ゲーム内で楽譜を記述する作曲、楽器を装備して演奏する楽器演奏、曲の難易度を調整する音楽知識の3つからなる音楽系統のスキルである。このスキルは生活スキルの中でも特に異色で、他のゲームにほとんど見られない要素でありMML言語を利用してプレイヤーが作曲した曲をゲーム内で演奏し、他のプレイヤーに聴かせる事を可能とするもので、音楽に心得のあるプレイヤー達はこれを利用して完全な自作曲や既存曲のアレンジ、果ては複数キャラクターで演奏する合奏曲まで作り出した上でコンサートを開く等、他のMMORPGとは異なるマビノギ独自の楽しみ方を開拓している。ランクが上がると作曲した楽譜に様々な補助効果を付与できる「魔法音楽」が使えるようになる。
幻惑の演奏
聞く者を魅了する旋律を奏で、一定範囲内の敵が演奏者に付き従うようになる。多数の敵を一カ所に集める事ができるが、効果時間が切れた後は集まった敵に集中攻撃されてしまうため危険が伴う。スキルランクに対し、敵の戦闘力が一定値以下でなければ殆ど成功しない。
メロディーショック
楽器で敵を強打してダメージを与える。殴った際のダメージの他にも激しい音響による衝撃でDOT（時間ごとに発生するダメージ）を与え、同時に敵を短時間硬直させる。
子守唄
範囲内の敵を眠らせ、しばらく動けなくする。ダメージを与えると睡眠状態は解除される。
忍耐の歌
パーティーメンバーの防御、保護を上昇させる。また同時に、マナとスタミナの回復速度を上昇させる。
戦場の序曲
パーティーメンバーの最大ダメージ、最小ダメージおよびクリティカルを上昇させる。
豊作の歌
パーティーメンバーの採集成功率、生産成功率および採集速度を上昇させる。
ヴィヴァーチェ
パーティーメンバーの魔法や錬金術の準備速度を上昇させる。その他の攻撃速度も上昇させる。
行進曲
パーティーメンバーの移動速度を上昇させる。ペットに騎乗時も移動速度上昇の恩恵は得られる。

## 人形術
マリオネットハンドル装備時のみ使用できるスキル群
。
ハンドルによる間接攻撃と、召喚した人形を操るスキル。人形は2種類（後述）が存在し、サイズやスキルのモーションが異なるが、数値的な性能は同一。
ワイヤープーリング
離れた敵をワイヤーで引っ掛け、ダメージを与えると同時に自分の方へと引き寄せる。
ワイヤーバインディング
敵をワイヤーで縛りつけ動きを封じつつ、持続的にダメージを与える。
ピエロマリオネット、コロッサスマリオネット
それぞれ2種類の人形を召喚・収納するスキル。ランクアップによって人形のステータスが上昇し、外見も最初は双方とも粗雑な木製の人形だが、パーツや衣装が追加されていく。なお、人形を回復・修理（蘇生）するにはヒーリングや通常のポーションでは不可能であり、専用のアイテムが必要である。
ピエロは幼い少女型の人形で、体内に収納した多数の隠し武器を使用して戦う。
コロッサスは大柄な騎士型の人形で、その体格と巨大な腕を活かして戦う。
マリオネット操縦術
人形を操作するためのスキルで、これを使用する事で人形との連結のオン・オフを切り替える。連結状態では、人形自身のステータスに操縦者の攻撃能力の70%が加算される。後述の1幕から9幕までのスキル群は、このスキルによって人形と連結している時のみ使用可能。また、このスキルランクを上げないと本スキル以降に記載の「○幕～」スキルは取得できない。
1幕：偶然の衝突
人形を突進させ、敵をノックバックさせつつダメージを与えるスキル。
2幕：湧き出る怒り
人形で3回連続攻撃を行うスキル。スマッシュに相当するスキルであり、ディフェンスを無視して攻撃できる。
4幕：嫉妬の鬼
人形で操縦者の周囲の敵にダメージを与える範囲攻撃スキル。
6幕：誘惑の罠
人形の周囲にいる敵を引き寄せ、人形に攻撃を集中させる範囲攻撃スキル。使用後は短時間人形の防御・保護が上昇し、人形と操縦者のダウン耐性も増加する。
7幕：狂乱の疾走
人形を前方に突進させ、経路上のすべての敵にダメージを与える。スキル発動後、連結が解除される。
9幕：目覚める命
霊魂力ゲージが最大まで溜まると使用可能になるスキル。霊魂力ゲージは1幕から7幕までのスキルを使用する事で蓄積され、ピエロ・コロッサスそれぞれで独立している。発動すると周囲の敵にダメージを与えて吹き飛ばし、一定時間人形が光に包まれた状態となる。この状態で連結を解除すると、人形がAI操作で自律行動し、敵を攻撃する。ただし非連結状態では操縦術による補正（操縦者の戦闘能力の70%）が得られない上、使用可能なスキルも限定されてしまう。連結状態では、単純に人形の攻撃力を強化するスキルとなる。

## 隠し才能
複数のスキルカテゴリに習熟する事で習得可能となるスキル群。
研究：ポーション中毒
魔法（攻撃魔法スキル）と錬成術（生産型の錬金術スキル）、調合に習熟する事で得られるスキル。習得するとポーションによる中毒を緩和し、また一定確率でポーション使用時の回復効果が増加するようになる。
分身術
戦術（近接戦闘スキル）と冒険（生産・治療以外の生活スキル）に習熟する事で得られるスキル。自分自身の分身を数体作り出し、敵を包囲して連続攻撃を仕掛ける。使用するには作り出せる分身の上限数に等しい数の魂が必要であり、魂は敵を倒す事で得られる。分身による攻撃の威力はスキルランクおよび自身のスタミナ量に依存する。
ショックウェーブ
魔法（攻撃魔法スキル）と治癒（回復・防御魔法スキル）に習熟する事で得られるスキル。使用すると即座にその場に落雷を発生させ、周囲にいる敵に雷属性のダメージを与えて吹き飛ばす。一度使うと再び使用できるようになるまで長時間の間隔が必要となるが、敵の攻撃を受ける事で一定確率で使用可能な状態になる。使用にはワンドもしくはスタッフが必要。
カウンターパンチ
戦術（近接戦闘）と格闘に習熟する事で得られるスキル。カウンターアタック・ランスカウンターと同種の反撃スキルで、反撃に成功すると敵をその場で硬直させる。反撃後は第二段階のチェーン格闘スキルへと派生可能。使用にはナックルが必要。
スパイダーショット
弓術（遠距離戦闘スキル）と裁縫、木工に習熟する事で得られるスキル。蜘蛛の巣状のトラップを発射して敵を絡め取り、動きを封じる。敵を攻撃するとこの状態は解除される。捕縛された敵に遠距離攻撃によるクリティカルが発生すると、通常よりも多くのダメージを与えられる。使用には弓もしくはクロスボウと、スパイダートラップが必要。スパイダートラップはハンディクラフトで製作する。
バーサーク
戦術（近接戦闘スキル）と槍術（ランス専用スキル）に習熟する事で得られるスキル。使用すると一定時間凶暴化して腕力を増加させ、様々な状態異常耐性とダウン耐性を得る。一方で防御・保護および知性が完全に失われてしまい、敵の攻撃に対して極端に脆くなってしまう。

## 半神化
神の力を体現、行使するスキル。使用およびランクアップのためには、キャラクターのレベルアップもしくは転生を通じて得られる修練値を消費する必要があり、修練値が不足している状況ではランクダウンも発生しうる。使用する神の力が指定されているスキルは、それとは異なる神の力を使っている場合、同時に使用および修練する事のできない切り替え方式となっている。切り替えはファリアスの番人に話しかけ、祝福ポーションを消費することで可能。これらのスキルは全種族で使うことができ、変身スキルとの併用も可能。
光の覚醒
使用するとキャラクターが光の羽を纏い、自然回復力、移動速度、探索能力などが大幅に強化される。また下記のスキルが使用可能となる。
スピアオブライト
光の女神・ネヴァンの力を用いるスキル。光の槍を投擲し、弾道上および標的とその周辺にいる敵に対してダメージを与えた後、標的に命中後爆発し更にダメージを与える。
ヒューリーオブライト
光の女神・ネヴァンの力を用いるスキル。使用するとキャラクターの体が光り輝き、周辺にいる敵に対して自動的に光弾を撃ち込んで攻撃するようになる。
イクリプスオブウィングス
復讐の女神・モリアンの力を用いるスキル。無数の小さなカラスを身に纏い、あらゆる攻撃から身を守る。他のスキルとは異なり、使用した時だけでなく、敵の攻撃を受けた際にも被ダメージ量に応じた修練値を消費する。
レイジオブウィングス
復讐の女神・モリアンの力を用いるスキル。無数の小さなカラスを集めて突撃させる。弾道上および標的とその周辺にいる敵に対して、数回に渡って連続でダメージを与える。
シャドウオブスピリット
魔神・キホールの力を用いるスキル。死者の魂を操り攻撃を行う。倒した敵に使用する事でその魂を吸収し、活動中の他の敵に対して使用する事で吸収した魂を放出、敵をその場に拘束しつつ持続的にダメージを与える。吸収は一定量が溜まるまで何度も行う事が可能で、生命力の高い敵ほど吸収できる魂の量は多くなり、魂の蓄積量が多いほど敵に対する拘束時間と攻撃回数も増加する。